# Medische informatiekunde

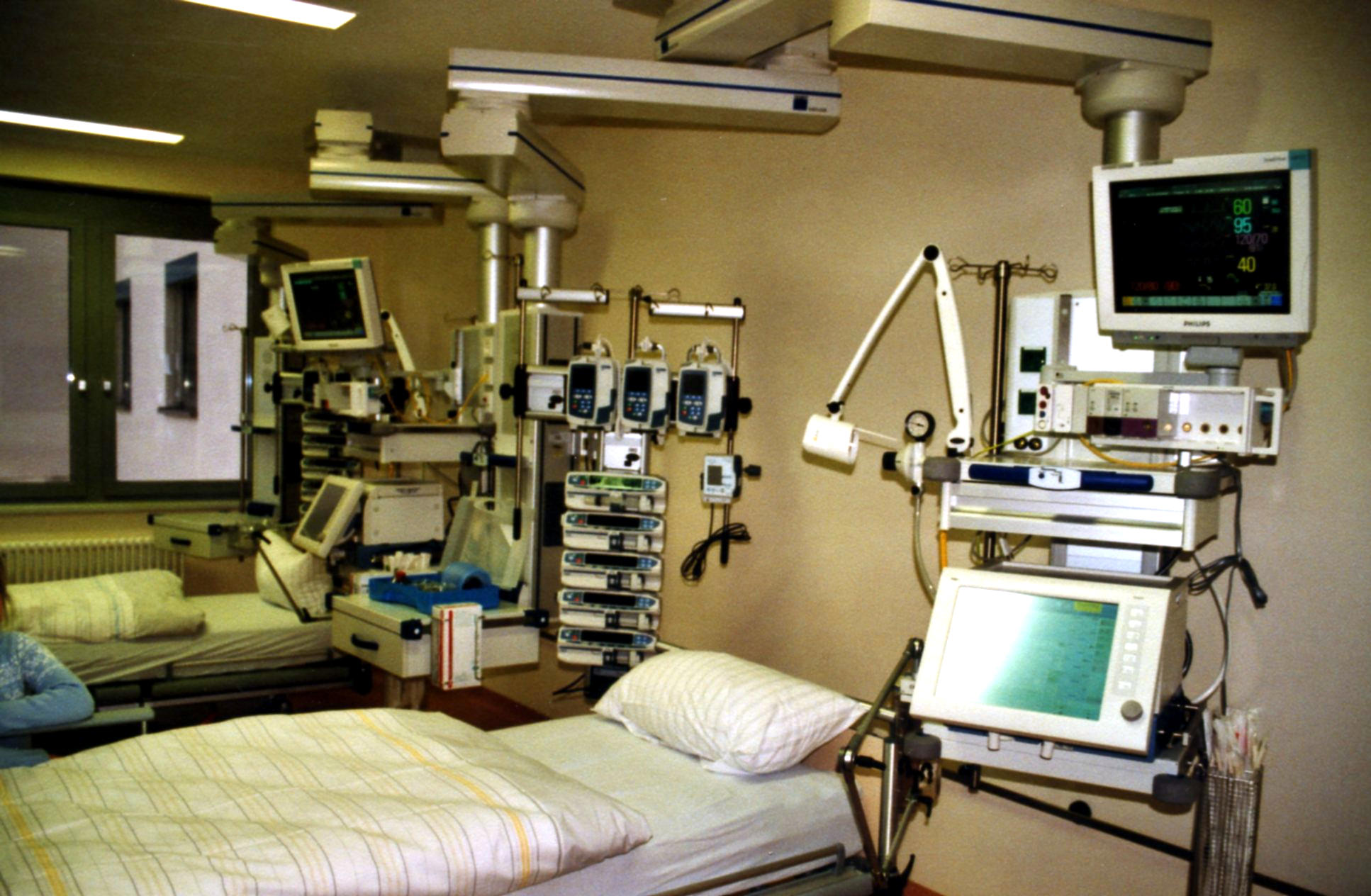
Een intensive care unit met patiëntbewakingssystemen

Medische informatiekunde (MI) is een interdisciplinair wetenschappelijk vakgebied dat zich bezighoudt met effectief gebruik van biomedische data, informatie en kennis ten behoeve van wetenschappelijk onderzoek, het oplossen van problemen en het nemen van beslissingen, met als doel het bevorderen van de gezondheidszorg. Het vakgebied ontstond uit de noodzaak om vragen omtrent informatieverwerking in de geneeskunde zo aan te pakken dat ze met informatiekundige methoden beantwoord kunnen worden.

## Studiedomeinen binnen medische informatiekunde
Het interdisciplinaire karakter van medische informatiekunde komt tot uiting in het toepassen van theorieën en methoden uit meerdere gerelateerde domeinen, waaronder computerwetenschappen (hard- en software), bio-engineering, epidemiologie en statistiek, biomedische wetenschappen, klinische wetenschappen, managementwetenschappen en cognitieve beslissingswetenschappen. Als gevolg daarvan kent medische informatiekunde een scala aan studiedomeinen.

### (Bio)medische data
Geneeskunde is een kennisintensief veld. Klinische data en observaties van de patiënt, en metadata over deze observaties staan centraal binnen de medische informatiekunde. Aktuele onderzoeksvraagstukken in dit domein hebben betrekking op de beste manier waarop medische data gestructureerd, verzameld en (her)gebruikt kunnen worden. Ook het creëren van mogelijkheden voor het direct zoeken en vinden van actueel medisch bewijs is een belangrijk topic binnen de medische informatiekunde. Het vergaren van medisch relevante informatie wordt onder meer ondersteund door het inrichten van digitale bibliotheken.

### (Bio)medische besliskunde en probabilistisch klinisch redeneren
De aard van klinische data en klinische beslissingen is dat ze vaak onzeker zijn. Symptomen, bijvoorbeeld reacties op behandeling, zijn regelmatig atypisch en niet goed te voorspellen. Daarom is redeneren met onzekerheid en probabilistisch redeneren een belangrijk studiedomein binnen de medische informatiekunde.

### Cognitieve wetenschap
Cognitieve wetenschap wordt door medisch informatiekundigen gebruikt om op een zinvolle manier het ontwerp, de ontwikkeling en de beoordeling van zorginformatiesystemen vorm te geven. Toegepast cognitief onderzoek in de medische informatiekunde richt zich met name op het gebruik van Elektronische Patiënten Dossier-systemen in relatie tot medische fouten en patiëntveiligheid. Dit gebeurt door:
- het verspreiden van basisonderzoeksbevindingen die kunnen bijdragen aan het ontwerp (bijvoorbeeld aandacht en geheugen, aspecten van zicht)
- het voorzien in een gestandaardiseerd woordenboek met terminologie over hoe individuen gezondheidsgegevens verwerken en daarover communiceren
- het presenteren van een analytisch kader voor het identificeren van problemen en het modelleren van bepaalde vormen van gebruikersinteractie
- het onderzoeken van de relatie tussen informatietechnologie, menselijke factoren en de veiligheid van de patiënt
- het zorgen voor omvangrijke en relevante arts accounts in het zorgsystem gebaseerd op de werkprocessen
- het opstellen van een algemene aanpak voor nieuwe ontwerpen en programma’s voor onderzoek in de informatica (bijvoorbeeld interventiestrategieën voor het ondersteunen van laaggeletterde bevolking bij het zoeken naar zorginformatie)

Een voorbeeld is het ‘Human Factors’-onderzoek dat zich richt op verschillende dimensies van cognitieve capaciteit, met inbegrip van geheugen, aandacht en werkdruk. Daarnaast is er de ‘Human Computer Interaction’-analyse, gebaseerd op bepaalde cognitieve theorieën. Zo geeft de cognitieve wetenschap inzicht in de beginselen van gebruikersvriendelijkheid en leerbaarheid van een systeem, de bemiddelende rol van technologie in klinische prestaties, het proces van het medisch oordeel en besluitvorming, de opleiding van beroepsbeoefenaren in de gezondheidszorg en het ontwerp van een veiligere werkplek. Methoden die hiervoor worden gebruikt zijn de ‘Cognitive Walkthrough’, de Cognitieve Taak Analyse en het ‘Think Aloud Protocol’.

### Architectuur en strategie
Het onderling afstemmen van de toe te passen informatietechnologieën en die vervolgens afstemmen met de organisatiedoelstellingen is een domein, dat van belang is voor zowel ziekenhuismanagement als informatiemanagement.

### Software engineering
Een van de praktische toepassingen van de medische informatiekunde is het ontwerpen van software voor de medische praktijk. Deze toepassingen omvatten elektronische patiënten dossiers, patiëntenportalen, richtlijnbrowsers en applicaties voor het uitwisselen van informatie tussen zorgverleners.

### Standaarden
In aanvulling op algemene standaarden in de informatietechnologie heeft de medische informatiekunde behoefte aan standaarden die specifiek zijn voor dat vakgebied. De oudste van deze specifieke standaarden hadden betrekking op het uitwisselen van laboratorium- en radiologiegegevens. Er heeft sindsdien veel ontwikkeling plaatsgevonden op het gebied van terminologiestandaarden, een voorbeeld daarvan is SNOMED CT. Standaarden voor het uitwisselen van gegevens uit het elektronisch patiënten dossier zoals HL7 FHIR zijn anno 2017 nog in ontwikkeling.

### Computationele taalkunde
Computationele taalkunde (computational linguistics), ook wel aangeduid als natuurlijke taalverwerking (natural language processing), is een belangrijk domein dat het mogelijk maakt om de grote hoeveelheid tijd en moeite die het zorgverleners kost om medische gegevens gestructureerd vast te leggen, te reduceren. Natuurlijke taalverwerking kan ook worden toegepast bij het creëren en onderhouden van klinische kennis voor beslissingsondersteuning, zoals in het IBM Watson for Oncology project.

### Evaluatie van toepassingen
Door de complexiteit van medische informatiesystemen en hun positie binnen eveneens complexe socio-technologische systemen is het belangrijk de informatiesystemen gestructureerd te evalueren. Daarmee neemt de kans toe op succesvolle implementaties die uiteindelijk de gezondheidszorg verbeteren. Evaluatie van zorginformatiesystemen geschiedt door empirisch onderzoek van de verzamelde informatie die relevant is voor het nemen van een beslissing omtrent dat informatiesysteem. Voorbeelden zijn evaluaties van behoeften, usability, ontwerp- en structuurvalidatie, en effecten.

## Toepassingen
Medische informatiekunde kent, als functie van de medische vakgebieden waarin zij wordt toegepast, vier deelgebieden. Omdat de wetenschappelijke literatuur over medische informatiekunde voornamelijk in de Engelse taal wordt geschreven, worden ook de Engelse termen voor de deelgebieden vermeld.
- Bio-informatica (Bioinformatics), bij toepassingen gericht op moleculaire en cellulaire processen.
- Beeldvormende informatiekunde (Imaging Informatics), als het gaat om weefsels en organen.
- Klinische informatiekunde (Clinical Informatics), als het individuele patiënten betreft.
- Volksgezondheidsinformatiekunde (Public Health Informatics), wanneer sprake is van populaties en maatschappelijke vraagstukken.

De laatste twee worden in de literatuur vaak aangeduid met de overkoepelende naam Health Informatics. Voor het hele vakgebied wordt naast de naam Medical Informatics ook wel de term Biomedical Informatics gebezigd.

### Bio-informatica
Bio-informatica is het veld dat zich bezighoudt met de representatie en analyse van informatie over biologische systemen zoals eiwitten en genetische data.
Een apart begrip is Translationele Bio-informatica waarvan gesproken wordt bij rechtstreekse toepassing van bioinformaticadata, -informatie en -kennis in de patiëntenzorg.

### Beeldvormende informatiekunde

CT-scan waarbij het oppervlak weergegeven wordt in 3D

Medische beeldbewerking is het domein dat zich richt op het onderzoeken van inwendige delen in het lichaam. Het medisch specialisme dat medische beeldbewerking toepast, de Radiologie, heeft verscheidene specifieke informatiebehoeften. Enkele belangrijke applicaties op dit gebied zijn het Picture Archiving and Communication System (PACS) dat digitale beelden opslaat, automatische beeldherkenning en computer-aided diagnosis (CAD).
Endoscopie vormt wel beelden, maar wordt meestal niet tot het beeldvormend onderzoek gerekend.

### Klinische informatiekunde

#### Klinische beslissingsondersteunende systemen
Klinische beslissingsondersteuning is de technologie die zorgverleners, patiënten en andere individuen kennis en persoonspecifieke informatie verschaft met als doel de gezondheid(szorg) te verbeteren met behulp van geïnformeerde beslissingen. Beslissingsondersteuning is "het geven van de juiste informatie, aan de juiste persoon, in de juiste vorm, via het juiste medium, op het juiste moment in de werkproces, om de gezondheid(szorg) te verbeteren".
Beslissingsondersteuning omvat het geven van context-gevoelige verwijzingen naar richtlijnen en bestaand bewijs, herinneringen voor het geven van diagnostisch of behandeladvies, en dashboards die zorgverleners in staat stellen overzicht te houden van informatie. Belangrijke beslissingsondersteunende systemen van het eerste uur zijn het Leeds Abdominal Pain system (1972) voor het diagnosticeren van oorzaken van acute buikpijn; MYCIN (1976) voor het kiezen van de juiste antibiotica en HELP (1970's) waarmee waarschuwingen (alerts) en herinneringen (reminders) geïntegreerd werden in een elektronisch patiëntensysteem. De meeste systemen zijn regelgebaseerd (gebeurtenis-conditie-actieregels), maar er zijn ook systemen die ontologiegebaseerd redeneren, probabilistisch redeneren (zoals bayesiaans redeneren, decision analysis, of neurale netwerken), datamining, en heuristische of expertsystemen.

#### Elektronisch patiëntendossier

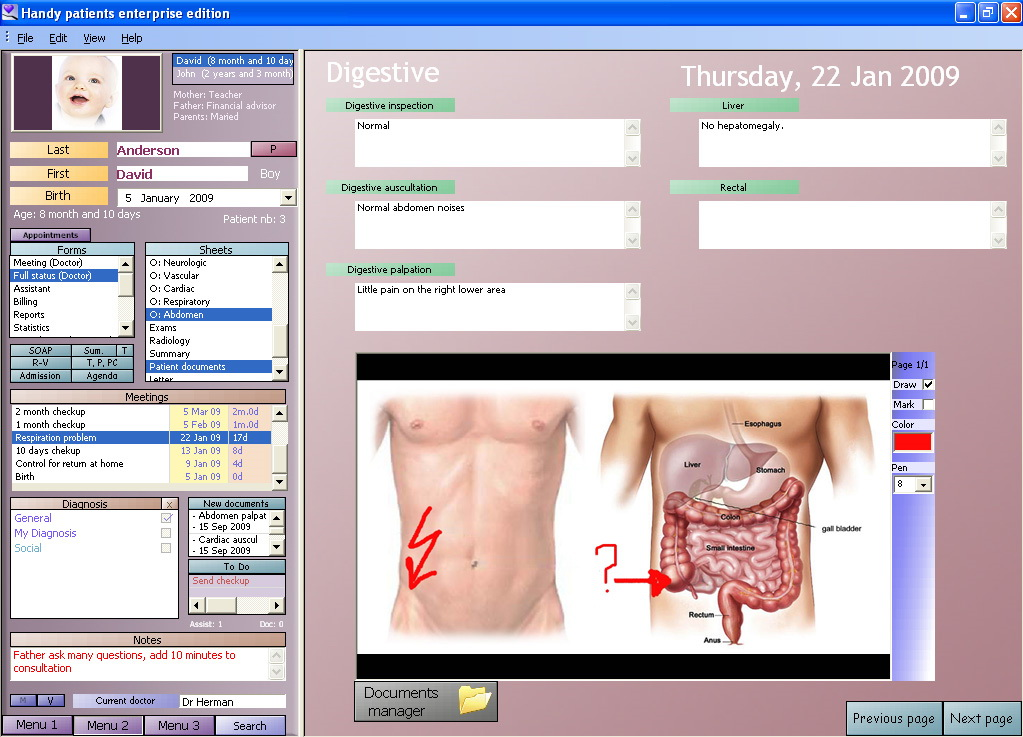
Een elektronisch medisch dossier

Een elektronisch patiëntendossier is een computersysteem waarin patiëntgegevens elektronisch worden opgeslagen. De term EPD verwijst veelal naar het geheel aan software dat zorgt voor de informatievoorziening rondom patiënten. In het EPD kan een zorgverlener alle gegevens van een patiënt, die worden verzameld tijdens het zorgproces, registreren en terugvinden. Omdat de gegevens elektronisch zijn opgeslagen kunnen ook bevoegde collega-zorgverleners er gebruik van maken. Daarnaast kunnen de gestructureerde en gestandaardiseerde gegevens voor secundaire doelen worden gebruikt. Denk hierbij aan analyse van gegevens voor onderzoek en management, beslissingsondersteuning en het automatisch genereren van ontslagbrieven, klinische herinneringen en waarschuwingen.

#### Patiëntgerichte systemen
De trend naar meer patiëntgerichte zorg is terug te vinden in het medisch informatiekundig veld. Voorbeelden zijn zowel het ondersteunen van de coördinatie van patiëntgerichte zorg als gedeelde besluitvorming met behulp van informatiesystemen, en systemen bedoeld voor gebruik door patiënten (zie ook Health Informatics en persoonlijke gezondheidsdossiers).

#### Patiëntbewakingssystemen

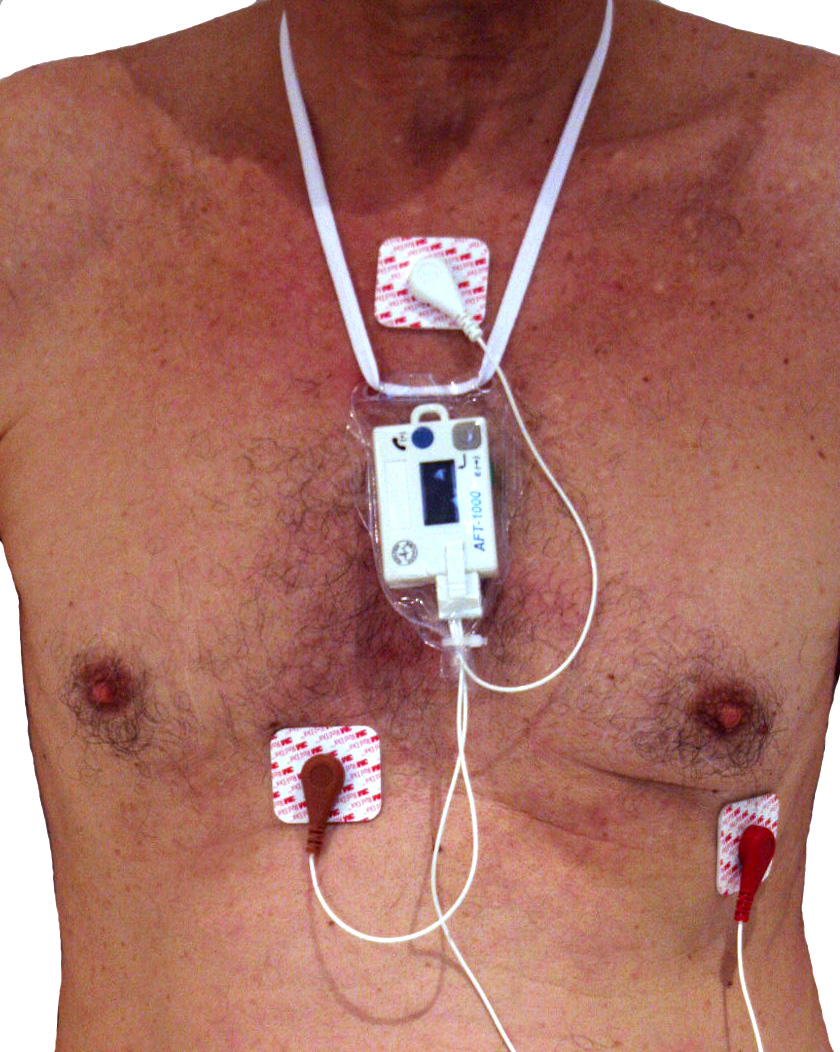
Een Holtermonitor

Patiëntbewakingsmonitors observeren continu de fysiologische waarden van patiënten en geven een waarschuwingsalarm wanneer de metingen levensbedreigende waarden aannemen. Deze monitors komen veel voor in medische situaties waarin de fysiologische conditie van een patiënt snel kan veranderen, zoals op intensive care units (ICU's), neonatale intensive care units (NICU's), operatiekamers, spoedeisende hulp afdelingen en kraamkamers. Monitorsystemen worden ook patiëntgericht toegepast, bijvoorbeeld voor thuisgebruik zoals een Holtermonitor of bloed glucosemeter. Deze monitors helpen het medische team bij het detecteren van levensbedreigende veranderingen van de fysiologische status van een patiënt en bij besluitvorming daarover.

#### Telemedicine
Telemedicine, ook wel telehealth of e-health genoemd, is het over een afstand uitwisselen van medische informatie met behulp van communicatietechnologieën.
Telemedicine kent verschillende toepassingen; voorbeelden zijn teleradiologie, tele-oogheelkunde, tele-GGZ, telecardiologie, telepulmonologie en teledermatologie. Teleconsultatie is een vorm van telemedicine waarbij een specialist om advies gevraagd wordt, bijvoorbeeld om in een live consult via internet, een beeldopname van de huid, een elektrocardiogram, spirogram, echografie of fundusfoto te beoordelen.
Telemonitoring is een andere vorm, waarbij een patiënt op afstand gemonitord wordt en hij zijn eigen gezondheidswaarden meet.

#### Elektrische implantaten

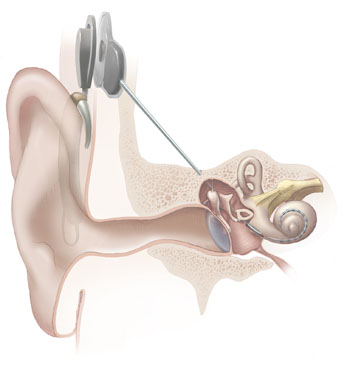
Uitwendig en inwendig deel van een cochleair implantaat

Een elektrisch implantaat is uitgerust met een processor en kan gecodeerde berichten doorsturen naar een uitwendige uitlezer. Voorbeelden van elektrische implantaten zijn:
- het cochleair implantaat, bedoeld om de functie van het oor over te nemen als het middenoor beschadigd is
- de pacemaker, om het hartritme te reguleren
- de biosensor, om de bloedsuikerspiegel bij suikerziektepatiënten te monitoren
- de implanteerbare cardioverter-defibrillator, om een hevige elektrische schok aan het hart te geven in het geval van een levensbedreigende hartritmestoornis.

### Volksgezondheidsinformatiekunde
Volksgezondheidsinformatiekunde is het deelgebied dat data, informatie en kennis gebruikt om beslissingen en processen binnen de volksgezondheid te ondersteunen. Deze processen kunnen betrekking hebben op het monitoren van ziekte, infectieziektebestrijding en preventie en screeningsprogramma’s binnen groepen mensen (populaties).

#### Epidemiologie en registraties
Een fundamentele wetenschap binnen de public health is de epidemiologie. "Epidemiologie is de wetenschappelijke discipline die het vóórkomen en de verspreiding van ziekten en gezondheidsindicatoren in humane populaties bestudeert, in relatie met de factoren die daarop van invloed zijn. Epidemiologisch onderzoek draagt daarmee bij aan de ontwikkeling van de volksgezondheid en de klinische gezondheidszorg." Om informatie over deze populaties te verzamelen wordt gebruik gemaakt van registraties.
Een registratie wordt gedefinieerd als: "Het systematisch vastleggen van een of meerdere kenmerken (bijvoorbeeld risicofactoren of ziekte) in een populatie door ondervraging of onderzoek bij een (steekproef uit een) omschreven populatie". De registraties binnen de gezondheidszorg worden vaak geïnitieerd door beroepsverenigingen, maar ook de overheid beheert enkele gezondheidsregisters. Voorbeelden van dergelijke registraties in België en Nederland zijn: bevolkingsregisters, kankerregistraties, en vaccinatie- /immunisatieregisters. Deze registraties worden veelal gekoppeld aan sociodemografische gegevens. Anonieme, geaggregeerde data zijn vaak opvraagbaar of openbaar beschikbaar in jaarrapporten.

### Health Informatics en persoonlijke gezondheidsdossiers
Patiënten spelen in toenemende mate een actieve rol als het gaat om hun gezondheid. Daarom worden systemen die bedoeld zijn om door patiënten zelf te worden gebruikt steeds belangrijker. Verschijningsvormen van dergelijke systemen zijn beslishulpen, netwerken voor online communicatie met andere patiënten, software voor zelfmanagement bij specifieke aandoeningen, software en apparaten voor het monitoren en onderhouden van de gezondheidstoestand, en patiëntportalen die de patiënt toegang geven tot zijn eigen medische gegevens of communicatie met zorgverleners mogelijk maken.

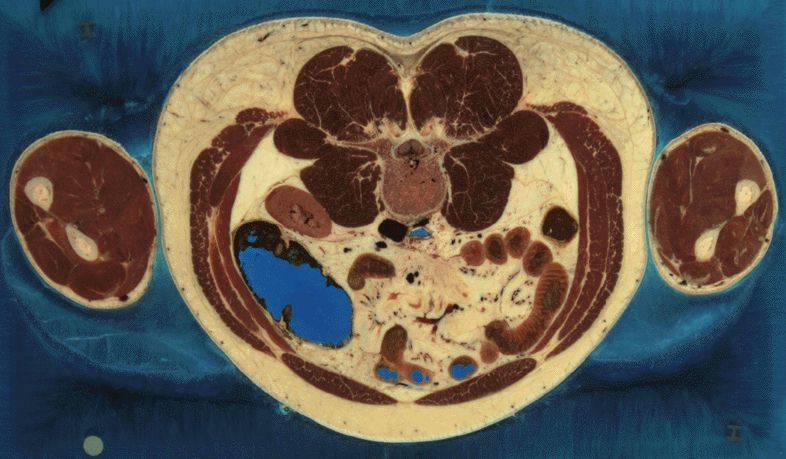
Doorsnede van een bovenlichaam uit het Visible Human Project

### Toepassingen in onderwijs
Medische informatiekunde vindt ook veelvuldig toepassing in het onderwijs. De applicaties worden dan specifiek ontwikkeld voor educatie van medische onderwerpen zoals in het Visible Human Project. Zulke toepassingen bevatten bijvoorbeeld beelden voor het leren van anatomie, fysiologie en radiologie, en voor het uitvoeren van simulaties.